# Gericht Widdersheim
Das Gericht Widdersheim war ein Amt der Landgrafschaft Hessen.

## Funktion
In Mittelalter und Früher Neuzeit waren Ämter eine Ebene zwischen den Gemeinden und der Landesherrschaft. Die Funktionen von Verwaltung und Rechtsprechung waren hier nicht getrennt. Dem Amt stand ein Amtmann vor, der von der Landesherrschaft eingesetzt wurde. 

## Geschichte
Das Gericht Widdersheim war ein Teil des Amtes Stornfels, das aufgrund der Teilung der Landgrafschaft Hessen nach dem Tod des Landgrafen Philipp I. 1567 zunächst Teil der Landgrafschaft Hessen-Rheinfels war. Als deren Regent, Landgraf Philipp II., 1583 ohne männliche Erben starb, gelangte es an die Landgrafschaft Hessen-Darmstadt. Hier wurde das Amt Stornfels gespalten: Das Gericht Ulfa kam an die Freiherren von Pretlack, der verbleibende „Rest“ des Amtes Stornfels, das Gericht Widdersheim, wurde dem Amt Schotten zugeschlagen. Die Landgrafschaft wurde 1806 zum Großherzogtum Hessen.
Bei der Auflösung der Ämter im Zuge der Verwaltungsreform im Großherzogtum 1821 wurden auch auf unterer Ebene Rechtsprechung und Verwaltung getrennt. Für die bisher durch die Ämter wahrgenommenen Verwaltungsaufgaben wurden Landratsbezirke geschaffen, für die erstinstanzliche Rechtsprechung Landgerichte. Im Gegensatz zu den übrigen Gemeinden des Amtes Schotten wurden die Gemeinden des Gerichts Widdersheim dem Landratsbezirk Nidda und dem Landgericht Nidda zugeteilt.

## Bestandteile
Zum Gericht Widdersheim gehörten:
- Borsdorf[3],
- Häuserhof[4],
- Ober-Widdersheim[5],
- Schwalheimer Hof[6],
- Unter-Widdersheim[7].

Das Gericht Widdersheim lag im Bereich der Gemarkung der heutigen Stadt Nidda.

## Recht
Im Gericht Widdersheim galt als Partikularrecht das Gemeine Recht. Es behielt seine Geltung noch im gesamten 19. Jahrhundert und wurde erst zum 1. Januar 1900 von dem einheitlich im ganzen Deutschen Reich geltenden Bürgerlichen Gesetzbuch abgelöst.